# Сатурн (премия, 2019)
45-я церемония вручения наград премии «Сатурн» за заслуги в области кино и телевидения в жанрах фантастики, фэнтези и хоррора для фильмов и сериалов, вышедших в 2018 году и первой половине 2019 года (точнее с 1 марта 2018 по 7 июля 2019 года) состоялась 13 сентября 2019 года в ночном клубе Avalon Hollywood (Лос-Анджелес, Калифорния). Номинанты были объявлены 15 июля 2019 года.

## Список лауреатов и номинантов
Лауреаты указаны первыми, выделены жирным шрифтом и  отдельным цветом. 

### Игровое кино
Количество наград/номинаций:
- 6/14: «Мстители: Финал»
- 1/9: «Аладдин»
- 1/8: «Мы»
- 1/6: «Мэри Поппинс возвращается»
- 0/6: «Аквамен»
- 2/5: «Тихое место»
- 1/5: «Ничего хорошего в отеле „Эль Рояль“»
- 2/4: «Человек-паук: Вдали от дома»
- 1/4: «Первому игроку приготовиться» / «Миссия невыполнима: Последствия»
- 0/4: «Годзилла 2: Король монстров» / «Время возмездия» / «Закатать в асфальт» / «Шазам!» / «Тень»
- 1/3: «Пылающий»
- 0/3: «Дамбо» / «Кладбище домашних животных» / «Джон Уик 3» / «Капитан Марвел»
- 1/2: «История игрушек 4» / «Хэллоуин» / «Мстители: Война бесконечности» / «Человек-паук: Через вселенные» / «Мэнди»
- 0/2: «Бамблби» / «Мёртвые не умирают» / «Реинкарнация» / «Оверлорд» / «Ма»

| Категория                                                                   | Лауреаты и номинанты                                                                                       |
| --------------------------------------------------------------------------- | --- |
| Лучший научно-фантастический фильм                                          | • Первому игроку приготовиться / Ready Player One                                                          |
| Лучший научно-фантастический фильм                                          | • Алита: Боевой ангел / Alita: Battle Angel                                                                |
| Лучший научно-фантастический фильм                                          | • Бамблби / Bumblebee                                                                                      |
| Лучший научно-фантастический фильм                                          | • Мир юрского периода 2 / Jurassic World: Fallen Kingdom                                                   |
| Лучший научно-фантастический фильм                                          | • Хан Соло. Звёздные войны: Истории / Solo: A Star Wars Story                                              |
| Лучший научно-фантастический фильм                                          | • Простите за беспокойство / Sorry to Bother You                                                           |
| Лучший научно-фантастический фильм                                          | • Апгрейд / Upgrade                                                                                        |
| Лучший фильм-фэнтези                                                        | • История игрушек 4 / Toy Story 4                                                                          |
| Лучший фильм-фэнтези                                                        | • Аладдин / Aladdin                                                                                        |
| Лучший фильм-фэнтези                                                        | • Дамбо / Dumbo                                                                                            |
| Лучший фильм-фэнтези                                                        | • Фантастические твари: Преступления Грин-де-Вальда / Fantastic Beasts: The Crimes of Grindelwald          |
| Лучший фильм-фэнтези                                                        | • Годзилла 2: Король монстров / Godzilla: King of the Monsters                                             |
| Лучший фильм-фэнтези                                                        | • Мэри Поппинс возвращается / Mary Poppins Returns                                                         |
| Лучший фильм-фэнтези                                                        | • Вчера / Yesterday                                                                                        |
| Лучший фильм ужасов                                                         | • Тихое место / A Quiet Place                                                                              |
| Лучший фильм ужасов                                                         | • Мёртвые не умирают / The Dead Don't Die                                                                  |
| Лучший фильм ужасов                                                         | • Хэллоуин / Halloween                                                                                     |
| Лучший фильм ужасов                                                         | • Реинкарнация / Hereditary                                                                                |
| Лучший фильм ужасов                                                         | • Оверлорд / Overlord                                                                                      |
| Лучший фильм ужасов                                                         | • Кладбище домашних животных / Pet Sematary                                                                |
| Лучший фильм ужасов                                                         | • Мы / Us                                                                                                  |
| Лучший триллер                                                              | • Ничего хорошего в отеле «Эль Рояль» / Bad Times at the El Royale                                         |
| Лучший триллер                                                              | • Логово Монстра / Bad Samaritan                                                                           |
| Лучший триллер                                                              | • Время возмездия / Destroyer                                                                              |
| Лучший триллер                                                              | • Закатать в асфальт / Dragged Across Concrete                                                             |
| Лучший триллер                                                              | • В объятиях лжи / Greta                                                                                   |
| Лучший триллер                                                              | • Ма / Ma                                                                                                  |
| Лучший триллер                                                              | • Поиск / Searching                                                                                        |
| Лучший экшн или приключенческий фильм                                       | • Миссия невыполнима: Последствия / Mission: Impossible – Fallout                                          |
| Лучший экшн или приключенческий фильм                                       | • Снегоуборщик / Cold Pursuit                                                                              |
| Лучший экшн или приключенческий фильм                                       | • Клаустрофобы / Escape Room                                                                               |
| Лучший экшн или приключенческий фильм                                       | • Стекло / Glass                                                                                           |
| Лучший экшн или приключенческий фильм                                       | • Джон Уик 3 / John Wick: Chapter 3 – Parabellum                                                           |
| Лучший экшн или приключенческий фильм                                       | • Небоскрёб / Skyscraper                                                                                   |
| Лучший фильм, основанный на комиксах (Best Comic-to-Motion Picture Release) | • Мстители: Финал / Avengers: Endgame                                                                      |
| Лучший фильм, основанный на комиксах (Best Comic-to-Motion Picture Release) | • Аквамен / Aquaman                                                                                        |
| Лучший фильм, основанный на комиксах (Best Comic-to-Motion Picture Release) | • Мстители: Война бесконечности / Avengers: Infinity War                                                   |
| Лучший фильм, основанный на комиксах (Best Comic-to-Motion Picture Release) | • Капитан Марвел / Captain Marvel                                                                          |
| Лучший фильм, основанный на комиксах (Best Comic-to-Motion Picture Release) | • Шазам! / Shazam!                                                                                         |
| Лучший фильм, основанный на комиксах (Best Comic-to-Motion Picture Release) | • Человек-паук: Вдали от дома / Spider-Man: Far From Home                                                  |
| Лучший фильм, основанный на комиксах (Best Comic-to-Motion Picture Release) | • Человек-паук: Через вселенные / Spider-Man: Into the Spider-Verse                                        |
| Лучший полнометражный мультфильм                                            | • Человек-паук: Через вселенные / Spider-Man: Into the Spider-Verse                                        |
| Лучший полнометражный мультфильм                                            | • Гринч / The Grinch                                                                                       |
| Лучший полнометражный мультфильм                                            | • Как приручить дракона 3 / How to Train Your Dragon: The Hidden World                                     |
| Лучший полнометражный мультфильм                                            | • Суперсемейка 2 / Incredibles 2                                                                           |
| Лучший полнометражный мультфильм                                            | • Ральф против интернета / Ralph Breaks the Internet                                                       |
| Лучший полнометражный мультфильм                                            | • История игрушек 4 / Toy Story 4                                                                          |
| Лучший международный фильм (Best International Film Release)                | • Пылающий / 버닝 (Beoning)                                                                                |
| Лучший международный фильм (Best International Film Release)                | • Аниара / Aniara                                                                                          |
| Лучший международный фильм (Best International Film Release)                | • На границе миров / Gräns                                                                                 |
| Лучший международный фильм (Best International Film Release)                | • Истории призраков / Ghost Stories                                                                        |
| Лучший международный фильм (Best International Film Release)                | • Виновный / Den skyldige                                                                                  |
| Лучший международный фильм (Best International Film Release)                | • Тень / 影 (Ying)                                                                                         |
| Лучший независимый фильм (Best Independent Film Release)                    | • Мэнди / Mandy                                                                                            |
| Лучший независимый фильм (Best Independent Film Release)                    | • Американские животные / American Animals                                                                 |
| Лучший независимый фильм (Best Independent Film Release)                    | • Анна и апокалипсис / Anna and the Apocalypse                                                             |
| Лучший независимый фильм (Best Independent Film Release)                    | • Человек, который убил Гитлера и затем снежного человека / The Man Who Killed Hitler and Then the Bigfoot |
| Лучший независимый фильм (Best Independent Film Release)                    | • Офелия / Ophelia                                                                                         |
| Лучший независимый фильм (Best Independent Film Release)                    | • Лето 84 / Summer of 84                                                                                   |
| Лучший независимый фильм (Best Independent Film Release)                    | • Человек будущего / The Tomorrow Man                                                                      |
| Лучший киноактёр                                                            | • Роберт Дауни мл. — «Мстители: Финал» (за роль Тони Старка / Железного человека)                          |
| Лучший киноактёр                                                            | • Джефф Бриджес — «Ничего хорошего в отеле „Эль Рояль“» (за роль Дэниела Флинна / Дока О'Келли)            |
| Лучший киноактёр                                                            | • Николас Кейдж — «Мэнди» (за роль Реда Миллера)                                                           |
| Лучший киноактёр                                                            | • Том Круз — «Миссия невыполнима: Последствия» (за роль Итана Ханта)                                       |
| Лучший киноактёр                                                            | • Крис Эванс — «Мстители: Финал» (за роль Стива Роджерса / Капитана Америки)                               |
| Лучший киноактёр                                                            | • Мел Гибсон — «Закатать в асфальт» (за роль Бретта Риджмэна)                                              |
| Лучший киноактёр                                                            | • Киану Ривз — «Джон Уик 3» (за роль Джона Уика)                                                           |
| Лучшая киноактриса                                                          | • Джейми Ли Кёртис — «Хэллоуин» (за роль Лори Строуд)                                                      |
| Лучшая киноактриса                                                          | • Эмили Блант — «Мэри Поппинс возвращается» (за роль Мэри Поппинс)                                         |
| Лучшая киноактриса                                                          | • Тони Коллетт — «Реинкарнация» (за роль Энни Грэхем)                                                      |
| Лучшая киноактриса                                                          | • Николь Кидман — «Время возмездия» (за роль Эрин Белл)                                                    |
| Лучшая киноактриса                                                          | • Бри Ларсон — «Капитан Марвел» (за роль Кэрол Дэнверс / Верс / Капитана Марвел)                           |
| Лучшая киноактриса                                                          | • Лупита Нионго — «Мы» (за роль Аделаиды Уилсон / Ред)                                                     |
| Лучшая киноактриса                                                          | • Октавия Спенсер — «Ма» (за роль Сью Энн)                                                                 |
| Лучший киноактёр второго плана                                              | • Джош Бролин — «Мстители: Война бесконечности» (за роль Таноса)                                           |
| Лучший киноактёр второго плана                                              | • Джон Литгоу — «Кладбище домашних животных» (за роль Джада Крэндалла)                                     |
| Лучший киноактёр второго плана                                              | • Лин-Мануэль Миранда — «Мэри Поппинс возвращается» (за роль Джека)                                        |
| Лучший киноактёр второго плана                                              | • Льюис Пуллман — «Ничего хорошего в отеле „Эль Рояль“» (за роль Майлза Миллера)                           |
| Лучший киноактёр второго плана                                              | • Джереми Реннер — «Мстители: Финал» (за роль Клинта Бартона / Соколиного глаза)                           |
| Лучший киноактёр второго плана                                              | • Уилл Смит — «Аладдин» (за роль Джинна)                                                                   |
| Лучший киноактёр второго плана                                              | • Стивен Ен — «Пылающий» (за роль Бена)                                                                    |
| Лучшая киноактриса второго плана                                            | • Зендая — «Человек-паук: Вдали от дома» (за роль Мишель «Эм-Джей» Джонс)                                  |
| Лучшая киноактриса второго плана                                            | • Синтия Эриво — «Ничего хорошего в отеле „Эль Рояль“» (за роль Дарлин Свит)                               |
| Лучшая киноактриса второго плана                                            | • Карен Гиллан — «Мстители: Финал» (за роль Небулы)                                                        |
| Лучшая киноактриса второго плана                                            | • Эмбер Хёрд — «Аквамен» (за роль Меры)                                                                    |
| Лучшая киноактриса второго плана                                            | • Скарлетт Йоханссон — «Мстители: Финал» (за роль Наташи Романофф / Чёрной вдовы)                          |
| Лучшая киноактриса второго плана                                            | • Наоми Скотт — «Аладдин» (за роль принцессы Жасмин)                                                       |
| Лучшая киноактриса второго плана                                            | • Хейли Стейнфелд — «Бамблби» (за роль Чарли Уотсон)                                                       |
| Лучший молодой актёр или актриса                                            | • Том Холланд — «Человек-паук: Вдали от дома» (за роль Питера Паркера / Человека-паука)                    |
| Лучший молодой актёр или актриса                                            | • Эван Алекс — «Мы» (за роль Джейсона Уилсона / Плутона)                                                   |
| Лучший молодой актёр или актриса                                            | • Ашер Энджел — «Шазам!» (за роль Билли Бэтсона)                                                           |
| Лучший молодой актёр или актриса                                            | • Милли Бобби Браун — «Годзилла 2: Король монстров» (за роль Мэдисон Расселл)                              |
| Лучший молодой актёр или актриса                                            | • Джек Дилан Грейзер — «Шазам!» (за роль Фредди Фримана)                                                   |
| Лучший молодой актёр или актриса                                            | • Шахади Райт Джозеф — «Мы» (за роль Зоры Уилсон / Умбры)                                                  |
| Лучший молодой актёр или актриса                                            | • Милли Симмондс — «Тихое место» (за роль Риган Эббот)                                                     |
| Лучший режиссёр                                                             | • Джордан Пил — «Мы»                                                                                       |
| Лучший режиссёр                                                             | • Анна Боден, Райан Флек — «Капитан Марвел»                                                                |
| Лучший режиссёр                                                             | • Кэрин Кусама — «Время возмездия»                                                                         |
| Лучший режиссёр                                                             | • Гай Ричи — «Аладдин»                                                                                     |
| Лучший режиссёр                                                             | • Энтони Руссо, Джо Руссо — «Мстители: Финал»                                                              |
| Лучший режиссёр                                                             | • Стивен Спилберг — «Первому игроку приготовиться»                                                         |
| Лучший режиссёр                                                             | • Джеймс Ван — «Аквамен»                                                                                   |
| Лучший режиссёр                                                             | • Чжан Имоу — «Тень»                                                                                       |
| Лучший сценарий                                                             | • Брайан Вудс, Скотт Бек, Джон Красински — «Тихое место»                                                   |
| Лучший сценарий                                                             | • Дрю Годдард — «Ничего хорошего в отеле „Эль Рояль“»                                                      |
| Лучший сценарий                                                             | • Кристофер Маркус, Стивен Макфили — «Мстители: Финал»                                                     |
| Лучший сценарий                                                             | • Кристофер Маккуорри — «Миссия невыполнима: Последствия»                                                  |
| Лучший сценарий                                                             | • О Джон-ми, Ли Чхан Дон — «Пылающий»                                                                      |
| Лучший сценарий                                                             | • Джордан Пил — «Мы»                                                                                       |
| Лучший сценарий                                                             | • С. Крэйг Залер — «Закатать в асфальт»                                                                    |
| Лучшая музыка                                                               | • Марк Шэймен — «Мэри Поппинс возвращается»                                                                |
| Лучшая музыка                                                               | • Дэнни Эльфман — «Дамбо»                                                                                  |
| Лучшая музыка                                                               | • Беар Маккрири — «Годзилла 2: Король монстров»                                                            |
| Лучшая музыка                                                               | • Алан Менкен — «Аладдин»                                                                                  |
| Лучшая музыка                                                               | • Алан Сильвестри — «Мстители: Финал»                                                                      |
| Лучшая музыка                                                               | • Алан Сильвестри — «Первому игроку приготовиться»                                                         |
| Лучший монтаж                                                               | • Джеффри Форд, Мэттью Шмидт — «Мстители: Финал»                                                           |
| Лучший монтаж                                                               | • Джеймс Херберт — «Аладдин»                                                                               |
| Лучший монтаж                                                               | • Николас Монсур — «Мы»                                                                                    |
| Лучший монтаж                                                               | • Кирк Морри — «Аквамен»                                                                                   |
| Лучший монтаж                                                               | • Эван Шифф — «Джон Уик 3»                                                                                 |
| Лучший монтаж                                                               | • Кристофер Теллефсен — «Тихое место»                                                                      |
| Лучшие костюмы                                                              | • Майкл Уилкинсон — «Аладдин»                                                                              |
| Лучшие костюмы                                                              | • Ким Барретт — «Аквамен»                                                                                  |
| Лучшие костюмы                                                              | • Леа Батлер — «Шазам!»                                                                                    |
| Лучшие костюмы                                                              | • Джудианна Маковски — «Мстители: Финал»                                                                   |
| Лучшие костюмы                                                              | • Чэнь Минчжэнг — «Тень»                                                                                   |
| Лучшие костюмы                                                              | • Сэнди Пауэлл — «Мэри Поппинс возвращается»                                                               |
| Лучшая работа художника-постановщика                                        | • Чарльз Вуд — «Мстители: Финал»                                                                           |
| Лучшая работа художника-постановщика                                        | • Билл Брзески — «Аквамен»                                                                                 |
| Лучшая работа художника-постановщика                                        | • Рут Де Йонг — «Мы»                                                                                       |
| Лучшая работа художника-постановщика                                        | • Рик Хайнрикс — «Дамбо»                                                                                   |
| Лучшая работа художника-постановщика                                        | • Джемма Джексон — «Аладдин»                                                                               |
| Лучшая работа художника-постановщика                                        | • Хорас Ма Гвон-Винг — «Тень»                                                                              |
| Лучшая работа художника-постановщика                                        | • Джон Мир — «Мэри Поппинс возвращается»                                                                   |
| Лучший грим                                                                 | • Джон Блейк, Брайан Сипе — «Мстители: Финал»                                                              |
| Лучший грим                                                                 | • Джуди Чин, Майк Марино — «Мёртвые не умирают»                                                            |
| Лучший грим                                                                 | • Билл Корсо — «Время возмездия»                                                                           |
| Лучший грим                                                                 | • Лиза Лав, Тейт Стейнсик — «Закатать в асфальт»                                                           |
| Лучший грим                                                                 | • Тристан Верслуис, Наоми Данн, Дункан Джарман — «Оверлорд»                                                |
| Лучший грим                                                                 | • Анник Шартье, Эдриан Морот — «Кладбище домашних животных»                                                |
| Лучший грим                                                                 | • Марк Кулир, Фернанда Перес — «Суспирия»                                                                  |
| Лучшие спецэффекты                                                          | • «Мстители: Финал»                                                                                        |
| Лучшие спецэффекты                                                          | • «Тихое место»                                                                                            |
| Лучшие спецэффекты                                                          | • «Аладдин»                                                                                                |
| Лучшие спецэффекты                                                          | • «Годзилла 2: Король монстров»                                                                            |
| Лучшие спецэффекты                                                          | • «Миссия невыполнима: Последствия»                                                                        |
| Лучшие спецэффекты                                                          | • «Первому игроку приготовиться»                                                                           |
| Лучшие спецэффекты                                                          | • «Человек-паук: Вдали от дома»                                                                            |

### Телевизионные категории
| Категория | Лауреаты и номинанты                                                             |
| --- | -------------------------------------------------------------------------------- |
| Лучший научно-фантастический телесериал (Best Science Fiction TV Series)                                                             | • Мир Дикого запада / Westworld                                                  |
| Лучший научно-фантастический телесериал (Best Science Fiction TV Series)                                                             | • 100 (Сотня) / The 100                                                          |
| Лучший научно-фантастический телесериал (Best Science Fiction TV Series)                                                             | • По ту сторону / Counterpart                                                    |
| Лучший научно-фантастический телесериал (Best Science Fiction TV Series)                                                             | • Доктор Кто / Doctor Who                                                        |
| Лучший научно-фантастический телесериал (Best Science Fiction TV Series)                                                             | • Криптон / Krypton                                                              |
| Лучший научно-фантастический телесериал (Best Science Fiction TV Series)                                                             | • Манифест / Manifest                                                            |
| Лучший научно-фантастический телесериал (Best Science Fiction TV Series)                                                             | • Орвилл / The Orville                                                           |
| Лучший научно-фантастический телесериал (Best Science Fiction TV Series)                                                             | • Розуэлл, Нью-Мексико / Roswell, New Mexico                                     |
| Лучший телесериал в жанре фэнтези (Best Fantasy TV Series)                                                                           | • Игра престолов / Game of Thrones                                               |
| Лучший телесериал в жанре фэнтези (Best Fantasy TV Series)                                                                           | • Американские боги / American Gods                                              |
| Лучший телесериал в жанре фэнтези (Best Fantasy TV Series)                                                                           | • Зачарованные / Charmed                                                         |
| Лучший телесериал в жанре фэнтези (Best Fantasy TV Series)                                                                           | • В лучшем мире / The Good Place                                                 |
| Лучший телесериал в жанре фэнтези (Best Fantasy TV Series)                                                                           | • Добрая ведьма / Good Witch                                                     |
| Лучший телесериал в жанре фэнтези (Best Fantasy TV Series)                                                                           | • Волшебники / The Magicians                                                     |
| Лучший телесериал в жанре фэнтези (Best Fantasy TV Series)                                                                           | • Чужестранка / Outlander                                                        |
| Лучший телесериал в жанре фэнтези (Best Fantasy TV Series)                                                                           | • Аванпост / The Outpost                                                         |
| Лучший телесериал в жанре хоррор (Best Horror TV Series)                                                                             | • Ходячие мертвецы / The Walking Dead                                            |
| Лучший телесериал в жанре хоррор (Best Horror TV Series)                                                                             | • Страна Рождества / NOS4A2                                                      |
| Лучший телесериал в жанре хоррор (Best Horror TV Series)                                                                             | • Американская история ужасов: Апокалипсис / American Horror Story: Apocalypse   |
| Лучший телесериал в жанре хоррор (Best Horror TV Series)                                                                             | • Открытие ведьм / A Discovery of Witches                                        |
| Лучший телесериал в жанре хоррор (Best Horror TV Series)                                                                             | • Бойтесь ходячих мертвецов / Fear the Walking Dead                              |
| Лучший телесериал в жанре хоррор (Best Horror TV Series)                                                                             | • Проповедник / Preacher                                                         |
| Лучший телесериал в жанре хоррор (Best Horror TV Series)                                                                             | • Сверхъестественное / Supernatural                                              |
| Лучший телесериал в жанре хоррор (Best Horror TV Series)                                                                             | • Чем мы заняты в тени / What We Do in the Shadows                               |
| Лучший телесериал в жанрах: экшн / триллер (Best Action / Thriller Television Series)                                                | • Лучше звоните Солу / Better Call Saul                                          |
| Лучший телесериал в жанрах: экшн / триллер (Best Action / Thriller Television Series)                                                | • Убивая Еву / Killing Eve                                                       |
| Лучший телесериал в жанрах: экшн / триллер (Best Action / Thriller Television Series)                                                | • Последний корабль / The Last Ship                                              |
| Лучший телесериал в жанрах: экшн / триллер (Best Action / Thriller Television Series)                                                | • Мистер Мерседес / Mr. Mercedes                                                 |
| Лучший телесериал в жанрах: экшн / триллер (Best Action / Thriller Television Series)                                                | • Судная ночь / The Purge                                                        |
| Лучший телесериал в жанрах: экшн / триллер (Best Action / Thriller Television Series)                                                | • Ривердейл / Riverdale                                                          |
| Лучший телесериал в жанрах: экшн / триллер (Best Action / Thriller Television Series)                                                | • Грешница / The Sinner                                                          |
| Лучший супергеройский телесериал (Best Superhero Television Series)                                                                  | • Супергёрл / Supergirl                                                          |
| Лучший супергеройский телесериал (Best Superhero Television Series)                                                                  | • Стрела / Arrow                                                                 |
| Лучший супергеройский телесериал (Best Superhero Television Series)                                                                  | • Чёрная Молния / Black Lightning                                                |
| Лучший супергеройский телесериал (Best Superhero Television Series)                                                                  | • Плащ и Кинжал / Marvel's Cloak & Dagger                                        |
| Лучший супергеройский телесериал (Best Superhero Television Series)                                                                  | • Легенды завтрашнего дня / DC's Legends of Tomorrow                             |
| Лучший супергеройский телесериал (Best Superhero Television Series)                                                                  | • Флэш / The Flash                                                               |
| Лучший супергеройский телесериал (Best Superhero Television Series)                                                                  | • Готэм / Gotham                                                                 |
| Лучший мультсериал (Best Animated Series on Television)                                                                              | • Звёздные войны: Сопротивление / Star Wars Resistance                           |
| Лучший мультсериал (Best Animated Series on Television)                                                                              | • Спецагент Арчер / Archer                                                       |
| Лучший мультсериал (Best Animated Series on Television)                                                                              | • Утиные истории / DuckTales                                                     |
| Лучший мультсериал (Best Animated Series on Television)                                                                              | • Гриффины / Family Guy                                                          |
| Лучший мультсериал (Best Animated Series on Television)                                                                              | • Симпсоны / The Simpsons                                                        |
| Лучший стриминговый сериал в жанрах: научная фантастика, экшн или фэнтези (Best Streaming Science Fiction, Action, & Fantasy Series) | • Звёздный путь: Дискавери / Star Trek: Discovery                                |
| Лучший стриминговый сериал в жанрах: научная фантастика, экшн или фэнтези (Best Streaming Science Fiction, Action, & Fantasy Series) | • Чёрное зеркало / Black Mirror                                                  |
| Лучший стриминговый сериал в жанрах: научная фантастика, экшн или фэнтези (Best Streaming Science Fiction, Action, & Fantasy Series) | • Пространство / The Expanse                                                     |
| Лучший стриминговый сериал в жанрах: научная фантастика, экшн или фэнтези (Best Streaming Science Fiction, Action, & Fantasy Series) | • Затерянные в космосе / Lost in Space                                           |
| Лучший стриминговый сериал в жанрах: научная фантастика, экшн или фэнтези (Best Streaming Science Fiction, Action, & Fantasy Series) | • Благие знамения / Good Omens                                                   |
| Лучший стриминговый сериал в жанрах: научная фантастика, экшн или фэнтези (Best Streaming Science Fiction, Action, & Fantasy Series) | • Матрёшка / Russian Doll                                                        |
| Лучший стриминговый сериал в жанрах: научная фантастика, экшн или фэнтези (Best Streaming Science Fiction, Action, & Fantasy Series) | • Джек Райан / Tom Clancy's Jack Ryan                                            |
| Лучший стриминговый сериал в жанрах: хоррор или триллер (Best Streaming Horror & Thriller Series)                                    | • Очень странные дела / Stranger Things                                          |
| Лучший стриминговый сериал в жанрах: хоррор или триллер (Best Streaming Horror & Thriller Series)                                    | • Касл-Рок / Castle Rock                                                         |
| Лучший стриминговый сериал в жанрах: хоррор или триллер (Best Streaming Horror & Thriller Series)                                    | • Леденящие душу приключения Сабрины / Chilling Adventures of Sabrina            |
| Лучший стриминговый сериал в жанрах: хоррор или триллер (Best Streaming Horror & Thriller Series)                                    | • Рассказ служанки / The Handmaid's Tale                                         |
| Лучший стриминговый сериал в жанрах: хоррор или триллер (Best Streaming Horror & Thriller Series)                                    | • Призраки дома на холме / The Haunting of Hill House                            |
| Лучший стриминговый сериал в жанрах: хоррор или триллер (Best Streaming Horror & Thriller Series)                                    | • Сумеречная зона / The Twilight Zone                                            |
| Лучший стриминговый сериал в жанрах: хоррор или триллер (Best Streaming Horror & Thriller Series)                                    | • Ты / You                                                                       |
| Лучший супергеройский сериал, выпущенный стриминговыми медиа (Best Streaming Superhero Television Series)                            | • Сорвиголова / Marvel's Daredevil                                               |
| Лучший супергеройский сериал, выпущенный стриминговыми медиа (Best Streaming Superhero Television Series)                            | • Роковой патруль / DC’s Doom Patrol                                             |
| Лучший супергеройский сериал, выпущенный стриминговыми медиа (Best Streaming Superhero Television Series)                            | • Болотная тварь / DC’s Swamp Thing                                              |
| Лучший супергеройский сериал, выпущенный стриминговыми медиа (Best Streaming Superhero Television Series)                            | • Джессика Джонс / Marvel's Jessica Jones                                        |
| Лучший супергеройский сериал, выпущенный стриминговыми медиа (Best Streaming Superhero Television Series)                            | • Каратель / Marvel's The Punisher                                               |
| Лучший супергеройский сериал, выпущенный стриминговыми медиа (Best Streaming Superhero Television Series)                            | • Беглецы / Marvel's Runaways                                                    |
| Лучший супергеройский сериал, выпущенный стриминговыми медиа (Best Streaming Superhero Television Series)                            | • Академия Амбрелла / The Umbrella Academy                                       |
| Лучший телеактёр | • Сэм Хьюэн — «Чужестранка» (за роль Джейми Фрейзера)                            |
| Лучший телеактёр | • Грант Гастин — «Флэш» (за роль Барри Аллена (Флэша))                           |
| Лучший телеактёр | • Кит Харингтон — «Игра престолов» (за роль Джона Сноу)                          |
| Лучший телеактёр | • Эндрю Линкольн — «Ходячие мертвецы» (за роль Рика Граймса)                     |
| Лучший телеактёр | • Сет Макфарлейн — «Орвилл» (за роль капитана Эда Мерсера)                       |
| Лучший телеактёр | • Билл Пуллман — «Грешница» (за роль Гарри Эмброуза)                             |
| Лучший телеактёр | • Джеффри Райт — «Мир Дикого запада» (за роль Бернарда Лоу)                      |
| Лучшая телеактриса | • Эмилия Кларк — «Игра престолов» (за роль Дейенерис Таргариен)                  |
| Лучшая телеактриса | • Катрина Балф — «Чужестранка» (за роль Клэр Рэндалл)                            |
| Лучшая телеактриса | • Мелисса Бенойст — «Супергёрл» (за роль Кары Дэнверс / Супергёрл / Кары Зор-Эл) |
| Лучшая телеактриса | • Сандра О — «Убивая Еву» (за роль Евы Поластри)                                 |
| Лучшая телеактриса | • Эдрианн Палики — «Орвилл» (за роль Келли Грейсен)                              |
| Лучшая телеактриса | • Кэндис Паттон — «Флэш» (за роль Айрис Уэст Аллен)                              |
| Лучшая телеактриса | • Джоди Уиттакер — «Доктор Кто» (за роль Доктора (13-го Доктора))                |
| Лучший телеактёр второго плана | • Питер Динклэйдж — «Игра престолов» (за роль Тириона Ланнистера)                |
| Лучший телеактёр второго плана | • Джонатан Бэнкс — «Лучше звоните Солу» (за роль Майка Эрмантраута)              |
| Лучший телеактёр второго плана | • Николай Костер-Вальдау — «Игра престолов» (за роль Джейме Ланнистера)          |
| Лучший телеактёр второго плана | • Дэвид Хэрвуд — «Супергёрл» (за роль Дж’онна Дж’онзза / Марсианского охотника)  |
| Лучший телеактёр второго плана | • Эд Харрис — «Мир Дикого запада» (за роль Человека в чёрном)                    |
| Лучший телеактёр второго плана | • Ленни Джеймс — «Бойтесь ходячих мертвецов» (за роль Моргана Джонса)            |
| Лучший телеактёр второго плана | • Хари Пейтон — «Ходячие мертвецы» (за роль Иезекииля)                           |
| Лучшая телеактриса второго плана | • Данай Гурира — «Ходячие мертвецы» (за роль Мишонн)                             |
| Лучшая телеактриса второго плана | • Гвендолин Кристи — «Игра престолов» (за роль Бриенны Тарт)                     |
| Лучшая телеактриса второго плана | • Лина Хиди — «Игра престолов» (за роль Серсеи Ланнистер)                        |
| Лучшая телеактриса второго плана | • Мелисса Макбрайд — «Ходячие мертвецы» (за роль Кэрол Пелетье)                  |
| Лучшая телеактриса второго плана | • Риа Сихорн — «Лучше звоните Солу» (за роль Ким Векслер)                        |
| Лучшая телеактриса второго плана | • Софи Скелтон — «Чужестранка» (за роль Брианны «Бри» Рэндалл)                   |
| Лучшая телеактриса второго плана | • Софи Тёрнер — «Игра престолов» (за роль Сансы Старк)                           |
| Лучшая гостевая роль в телесериале                                                                                                   | • Джеффри Дин Морган — «Ходячие мертвецы» (за роль Нигана)                       |
| Лучшая гостевая роль в телесериале                                                                                                   | • Райнер Бок — «Лучше звоните Солу» (за роль Вернера Циглера)                    |
| Лучшая гостевая роль в телесериале                                                                                                   | • Джон Крайер — «Супергёрл» (за роль Лекса Лютора)                               |
| Лучшая гостевая роль в телесериале                                                                                                   | • Сидни Леммон — «Бойтесь ходячих мертвецов» (за роль Изабель)                   |
| Лучшая гостевая роль в телесериале                                                                                                   | • Тоня Пинкинс — «Бойтесь ходячих мертвецов» (за роль Марты)                     |
| Лучшая гостевая роль в телесериале                                                                                                   | • Эд Спелирс — «Чужестранка» (за роль Стивена Боннета)                           |
| Лучший молодой актёр или актриса в телесериале (Best Younger Actor on a Television Series)                                           | • Мэйси Уильямс — «Игра престолов» (за роль Арьи Старк)                          |
| Лучший молодой актёр или актриса в телесериале (Best Younger Actor on a Television Series)                                           | • Кей Джей Апа — «Ривердейл» (за роль Арчи Эндрюса)                              |
| Лучший молодой актёр или актриса в телесериале (Best Younger Actor on a Television Series)                                           | • Тосин Коул — «Доктор Кто» (за роль Райана Синклера)                            |
| Лучший молодой актёр или актриса в телесериале (Best Younger Actor on a Television Series)                                           | • Кэмерон Кафф — «Криптон» (за роль Сэг-Эла)                                     |
| Лучший молодой актёр или актриса в телесериале (Best Younger Actor on a Television Series)                                           | • Бенджамин Вэдсворт — «Академия смерти» (за роль Маркуса Лопеса)                |
| Лучший молодой актёр или актриса в телесериале (Best Younger Actor on a Television Series)                                           | • Давид Мазуз — «Готэм» (за роль Брюса Уэйна)                                    |
| Лучший молодой актёр или актриса в телесериале (Best Younger Actor on a Television Series)                                           | • Коул Спроус — «Ривердейл» (за роль Джагхеда Джонса)                            |
| Лучший актёр стримингового телевидения (Best Actor in Streaming Presentation)                                                        | • Генри Томас — «Призраки дома на холме» (за роль Хью Крейна (в молодости))      |
| Лучший актёр стримингового телевидения (Best Actor in Streaming Presentation)                                                        | • Пенн Бэджли — «Ты» (за роль Джо Голдберга)                                     |
| Лучший актёр стримингового телевидения (Best Actor in Streaming Presentation)                                                        | • Джон Бернтал — «Каратель» (за роль Фрэнка Касла / Карателя)                    |
| Лучший актёр стримингового телевидения (Best Actor in Streaming Presentation)                                                        | • Чарли Кокс — «Сорвиголова» (за роль Мэтта Мёрдока / Сорвиголовы)               |
| Лучший актёр стримингового телевидения (Best Actor in Streaming Presentation)                                                        | • Джон Красински — «Джек Райан» (за роль Джека Райана)                           |
| Лучший актёр стримингового телевидения (Best Actor in Streaming Presentation)                                                        | • Зак Эфрон — «Красивый, плохой, злой» (за роль Теда Банди)                      |
| Лучший актёр стримингового телевидения (Best Actor in Streaming Presentation)                                                        | • Дэвид Теннант — «Благие знамения» (за роль демона Кроули)                      |
| Лучшая актриса стримингового телевидения (Best Actress in Streaming Presentation)                                                    | • Соникуа Мартин-Грин — «Звёздный путь: Дискавери» (за роль Майкл Бёрнем)        |
| Лучшая актриса стримингового телевидения (Best Actress in Streaming Presentation)                                                    | • Карла Гуджино — «Призраки дома на холме» (за роль Оливии Крейн)                |
| Лучшая актриса стримингового телевидения (Best Actress in Streaming Presentation)                                                    | • Элизабет Лэил — «Ты» (за роль Гвиневер Бек)                                    |
| Лучшая актриса стримингового телевидения (Best Actress in Streaming Presentation)                                                    | • Наташа Лионн — «Матрёшка» (за роль Нади Вулвоков)                              |
| Лучшая актриса стримингового телевидения (Best Actress in Streaming Presentation)                                                    | • Молли Паркер — «Затерянные в космосе» (за роль Морин Робинсон)                 |
| Лучшая актриса стримингового телевидения (Best Actress in Streaming Presentation)                                                    | • Кристен Риттер — «Джессика Джонс» (за роль Джессики Джонс)                     |
| Лучшая актриса стримингового телевидения (Best Actress in Streaming Presentation)                                                    | • Кирнан Шипка — «Леденящие душу приключения Сабрины» (за роль Сабрины Спеллман) |
| Лучший актёр второго плана стримингового телевидения (Best Supporting Actor in Streaming Presentation)                               | • Даг Джонс — «Звёздный путь: Дискавери» (за роль Сару)                          |
| Лучший актёр второго плана стримингового телевидения (Best Supporting Actor in Streaming Presentation)                               | • Уилсон Крус — «Звёздный путь: Дискавери» (за роль доктора Хью Калбера)         |
| Лучший актёр второго плана стримингового телевидения (Best Supporting Actor in Streaming Presentation)                               | • Михил Хаусман — «Призраки дома на холме» (за роль Стивена Крейна)              |
| Лучший актёр второго плана стримингового телевидения (Best Supporting Actor in Streaming Presentation)                               | • Тимоти Хаттон — «Призраки дома на холме» (за роль Хью Крейна (в возрасте))     |
| Лучший актёр второго плана стримингового телевидения (Best Supporting Actor in Streaming Presentation)                               | • Итан Пек — «Звёздный путь: Дискавери» (за роль Спока)                          |
| Лучший актёр второго плана стримингового телевидения (Best Supporting Actor in Streaming Presentation)                               | • Максвелл Дженкинс — «Затерянные в космосе» (за роль Уилла Робинсона)           |
| Лучший актёр второго плана стримингового телевидения (Best Supporting Actor in Streaming Presentation)                               | • Майкл Шин — «Благие знамения» (за роль ангела Азирафеля)                       |
| Лучшая актриса второго плана стримингового телевидения (Best Supporting Actress in Streaming Presentation)                           | • Майя Хоук — «Очень странные дела» (за роль Робин)                              |
| Лучшая актриса второго плана стримингового телевидения (Best Supporting Actress in Streaming Presentation)                           | • Эллен Пейдж — «Академия Амбрелла» (за роль Вани Харгривз / Номер Семь)         |
| Лучшая актриса второго плана стримингового телевидения (Best Supporting Actress in Streaming Presentation)                           | • Паркер Поузи — «Затерянные в космосе» (за роль Джун Харрис / доктора Смит)     |
| Лучшая актриса второго плана стримингового телевидения (Best Supporting Actress in Streaming Presentation)                           | • Виктория Педретти — «Призраки дома на холме» (за роль Нелл Крейн)              |
| Лучшая актриса второго плана стримингового телевидения (Best Supporting Actress in Streaming Presentation)                           | • Тейлор Расселл — «Затерянные в космосе» (за роль Джуди Робинсон)               |
| Лучшая актриса второго плана стримингового телевидения (Best Supporting Actress in Streaming Presentation)                           | • Сисси Спейсек — «Касл-Рок» (за роль Рут Дивер)                                 |
| Лучшая актриса второго плана стримингового телевидения (Best Supporting Actress in Streaming Presentation)                           | • Дебора Энн Уолл — «Сорвиголова» (за роль Карен Пейдж)                          |

### Домашняя коллекция
| Категория                                                                              | Лауреаты и номинанты |
| -------------------------------------------------------------------------------------- | --- |
| Лучшее DVD/Blu-ray-издание фильма (Best DVD/BD Release)                                | • King Cohen: The Wild World of Filmmaker Larry Cohen |
| Лучшее DVD/Blu-ray-издание фильма (Best DVD/BD Release)                                | • 451 градус по Фаренгейту / Fahrenheit 451 |
| Лучшее DVD/Blu-ray-издание фильма (Best DVD/BD Release)                                | • Дубликат / Jonathan |
| Лучшее DVD/Blu-ray-издание фильма (Best DVD/BD Release)                                | • Кин / Kin |
| Лучшее DVD/Blu-ray-издание фильма (Best DVD/BD Release)                                | • Нэнси Дрю и потайная лестница / Nancy Drew and the Hidden Staircase |
| Лучшее DVD/Blu-ray-издание фильма (Best DVD/BD Release)                                | • Помешанный на времени / Time Freak |
| Лучшее специальное DVD/Blu-ray-издание (Best DVD/BD Special Edition Release)           | • Водный мир (ограниченное издание) / Waterworld (Limited Edition) |
| Лучшее специальное DVD/Blu-ray-издание (Best DVD/BD Special Edition Release)           | • 12 обезьян (коллекционное издание) / 12 Monkeys (Collector's Edition) |
| Лучшее специальное DVD/Blu-ray-издание (Best DVD/BD Special Edition Release)           | • Подмена (ограниченное издание) / The Changeling (Limited Edition) |
| Лучшее специальное DVD/Blu-ray-издание (Best DVD/BD Special Edition Release)           | • Багровый пик (ограниченное издание) / Crimson Peak (Limited Edition) |
| Лучшее специальное DVD/Blu-ray-издание (Best DVD/BD Special Edition Release)           | • За пригоршню долларов (специальное издание) / A Fistful of Dollars (Special Edition) |
| Лучшее специальное DVD/Blu-ray-издание (Best DVD/BD Special Edition Release)           | • Поезд страха (специальное издание) / Horror Express (Special Edition) |
| Лучший DVD/Blu-ray-сборник (Best DVD/BD Collection)                                    | • Классические Монстры студии Universal: Полная коллекция из 30 фильмов / Universal Classic Monsters: Complete 30 Film Collection (в сборник вошли: «Дракула», «Франкенштейн» (1931), «Мумия» (1932), «Человек-невидимка» (1933), «Невеста Франкенштейна», «Лондонский оборотень» (1935), «Дочь Дракулы» (1936), «Сын Франкенштейна» (1939), «Возвращение человека-невидимки», «Рука мумии», «Девушка-невидимка» (1940), «Человек-волк» (1941), «Призрак Франкенштейна», «Агент-невидимка», «Гробница мумии» (1942), «Франкенштейн встречает человека-волка», «Призрак Оперы», «Сын Дракулы» (1943), «Месть человека-невидимки», «Призрак мумии», «Дом Франкенштейна», «Проклятие мумии» (1944), «Дом Дракулы» (1945), «Женщина-волк из Лондона» (1946), «Эбботт и Костелло встречают Франкенштейна» (1948), «Эбботт и Костелло встречают человека-невидимку» (1951), «Тварь из Чёрной Лагуны» (1954), «Месть твари», «Эбботт и Костелло встречают мумию» (1955), «Тварь бродит среди нас» (1956)) |
| Лучший DVD/Blu-ray-сборник (Best DVD/BD Collection)                                    | • Кровожадная трилогия / The Bloodthirsty Trilogy (в сборник вошли: «Кукла-вампир» (1970), «Озеро Дракулы» (1971), «Проклятье Дракулы: Розы, жаждущие крови» (1974)) |
| Лучший DVD/Blu-ray-сборник (Best DVD/BD Collection)                                    | • The Complete Sartana (в сборник вошли: «Если встретился с Сартаной, молись о смерти» (1968), «Я вырою тебе могилу» (1969), «Стальной кулак Джанго» (1970), «Добрых похорон, друг мой!… Сартана идёт» (1970), «Облако пыли… предсмертный крик… Сартана идёт!» (1970)) |
| Лучший DVD/Blu-ray-сборник (Best DVD/BD Collection)                                    | • Джек Райан: Коллекция из 5 фильмов в 4K / Jack Ryan: 5 Film Collection (4K) (в сборник вошли: «Джек Райан: Теория хаоса» (2014), «Цена страха» (2002), «Прямая и явная угроза» (1994), «Игры патриотов» (1992), «Охота за „Красным Октябрём“» (1990)) |
| Лучший DVD/Blu-ray-сборник (Best DVD/BD Collection)                                    | • Трилогия «Матрица» в 4K / The Matrix Trilogy (4K) (в сборник вошли: «Матрица» (1999), «Матрица: Перезагрузка» (2003), «Матрица: Революция» (2003)) |
| Лучший DVD/Blu-ray-сборник (Best DVD/BD Collection)                                    | • Розовая пантера: Сборник мультфильмов / The Pink Panther Cartoon Collection |
| Лучшее DVD/Blu-ray-издание классического фильма (Best DVD/BD Classic Film Release)     | • Космическая одиссея 2001 года в 4K / 2001: A Space Odyssey (4K) (1968) |
| Лучшее DVD/Blu-ray-издание классического фильма (Best DVD/BD Classic Film Release)     | • Подъём с глубины / Deep Rising (1998) |
| Лучшее DVD/Blu-ray-издание классического фильма (Best DVD/BD Classic Film Release)     | • Джек убийца великанов / Jack the Giant Killer (1962) |
| Лучшее DVD/Blu-ray-издание классического фильма (Best DVD/BD Classic Film Release)     | • Максимальное ускорение / Maximum Overdrive (1986) |
| Лучшее DVD/Blu-ray-издание классического фильма (Best DVD/BD Classic Film Release)     | • Реинкарнация Питера Прауда / The Reincarnation of Peter Proud (1975) |
| Лучшее DVD/Blu-ray-издание классического фильма (Best DVD/BD Classic Film Release)     | • Винтовая лестница / The Spiral Staircase (1946) |
| Лучшее DVD/Blu-ray-издание телефильма или телесериала (Best DVD/BD Television Release) | • За гранью возможного (1-й и 2-й сезоны) / The Outer Limits (Season 1 and 2) |
| Лучшее DVD/Blu-ray-издание телефильма или телесериала (Best DVD/BD Television Release) | • Призрак Сьерра-де-Кобре / The Ghost of Sierra de Cobre |
| Лучшее DVD/Blu-ray-издание телефильма или телесериала (Best DVD/BD Television Release) | • Марсианские хроники / The Martian Chronicles |
| Лучшее DVD/Blu-ray-издание телефильма или телесериала (Best DVD/BD Television Release) | • Ночной охотник / The Night Stalker |
| Лучшее DVD/Blu-ray-издание телефильма или телесериала (Best DVD/BD Television Release) | • Ночной душитель / The Night Strangler |
| Лучшее DVD/Blu-ray-издание телефильма или телесериала (Best DVD/BD Television Release) | • Трилогия ужаса / Trilogy of Terror |

## Специальные награды
- Dan Curtis Legacy Award — Джеф Лоуб
- The Visionary Award — Джон Фавро
- Stan Lee World Builder Award — Кевин Файги